# Bernard Stevens
Bernard (George) Stevens (Londen, 2 maart 1916 – Colchester, 6 januari 1983) was een Brits componist en muziekpedagoog.

## Levensloop
Stevens studeerde Engelse taal aan de Universiteit van Cambridge bij Edward J. Dent, Harold Samuel en Cyril Rootham en aan het Royal College of Music in Londen van 1937 tot 1940 compositie bij Reginald Owen Morris, piano bij Arthur Benjamin, orkestratie bij Gordon Jacob en orkestdirectie bij Constant Lambert.
Tijdens zijn dienst in het Britse leger gedurende de Tweede Wereldoorlog schreef hij zijn 1e symfonie Symphonie of Liberation en won daarmee een concours "Victory Symphony" van het dagblad Daily Express. De symfonie ging in 1946 bij de prijsuitreiking in de Royal Albert Hall in première. Sinds 1948 is hij professor voor compositie, contrapunt en harmonieleer aan het Royal College of Music in Londen. Vanaf 1967 was hij eveneens professor aan de Universiteit van Londen. Als jurylid deed hij reizen naar Oost-Europa. Hij was lid van de Workers‘ Musical Association. 
Als componist schreef hij werken voor vele genres, twee opera's, twee symfonieën, concerten, andere orkestwerken, werken voor harmonieorkest, kamer- en koormuziek, cantates en liederen.

## Composities

### Werken voor orkest

#### Symfonieën
- 1945 A Symphony of Liberation, op. 7
- 1964 Symphony No.2, op. 35

#### Concerten
- 1943 Concerto, voor viool en orkest, op. 4
- 1952 Concerto, voor cello en orkest, op. 18
- 1955 rev.1981 Concerto, voor piano en orkest, op. 26

#### Andere werken
- 1944 Ricercar, voor strijkorkest, op. 6
- 1946 Eclogue, voor klein orkest, op. 8
- 1947 Fugal Overture, voor orkest, op. 9
- 1948 Sinfonietta, voor strijkorkest, op. 10
- 1957 Dance Suite, voor orkest, op. 28
- 1960 Prelude and Fugue, voor orkest, op. 31b
- 1964 Variations, voor orkest, op. 36
- 1968 Choriamb, op. 41
- 1972 Introduction, Variations and Fugue on a theme of Giles Farnaby, voor orkest, op. 47

### Werken voor harmonieorkest
- 1950 Overture East and West, voor harmonieorkest, op. 16
- 1959 Adagio and Fugue, voor harmonieorkest, op. 31a

### Missen en cantates
- 1938-1939 Mass, voor dubbel koor
- 1952 The Harvest of Peace, cantate voor spreker, sopraan, bariton, gemengd koor en strijkorkest, op. 19 - tekst: Randall Swingler
- 1956 rev.1968 The Pilgrims of Hope, cantate voor sopraan, bariton, gemengd koor en orkest, op. 27 - tekst: William Morris
- 1969 Et Resurrexit, cantate voor alt, tenor, gemengd koor en orkest, op. 43 - tekst: Ecclesiastes en Randall Swingler

### Toneelwerken

#### Opera's
- 1950 Mimosa,op. 15, opera in 3 aktes, onvoltooid - libretto: Montague Slater
- 1978-1979 The Shadow of the Glen, op. 50, opera in 1 akte - libretto: J.M.Synge

### Werken voor koren
- 1965 Thanksgiving, motet voor gemengd koor en strijkorkest (of orgel), op. 37 - tekst: Tagore
- 1970 Hymn to Light, anthem voor gemengd koor, orgel, koperblazers en slagwerk, op. 44 - tekst: Tagore

### Vocale muziek
- 1952 The Palatine Coast - Three Folkish Songs, voor hoge stem en piano, op. 21
- 1961 Two Poetical Sketches, voor vrouwen-zangstemmen en strijkers, op. 32 - tekst: William Blake
- 1971 The Turning World, motet voor bariton, gemengd koor, orkest en piano, op. 46 - tekst: Randall Swingler
- 1974 The True Dark, zangcyclus voor barition en piano, op. 49 - tekst: Randall Swingler

### Kamermuziek
- 1940 Sonata, voor viool en piano, op. 1
- 1949 Theme and Variations, voor strijkkwartet, op. 11
- 1949 Two Fanfares, voor vier natuur-trompetten, op. 12
- 1954 Two Improvisations on Folk Songs, voor koperkwintet, op. 24
- 1962 Strijkkwartet Nr. 2, op. 34
- 1967 Suite, voor viool, hobo, dwarsfluit, viola da gamba of altviool, cello en klavecimbel of piano, op. 40

### Werken voor orgel
- 1966 Fantasia, op. 39
- 1974 Fughetta

### Werken voor piano
- 1941 Theme and variations, op. 2
- 1949 Fantasia on The Irish Ho-Hoane, voor twee piano's, op. 13
- 1954 Sonata in One Movement, op. 25
- 1957 Introduction and Allegro, voor twee piano's, op. 29
- 1962 Two Dances, voor twee piano's, op. 33

### Filmmuziek
- 1947 The Upturned Glass
- 1947 The Mark of Cain
- 1948 Once a Jolly Swagman